# Vrede van Presburg (1805)

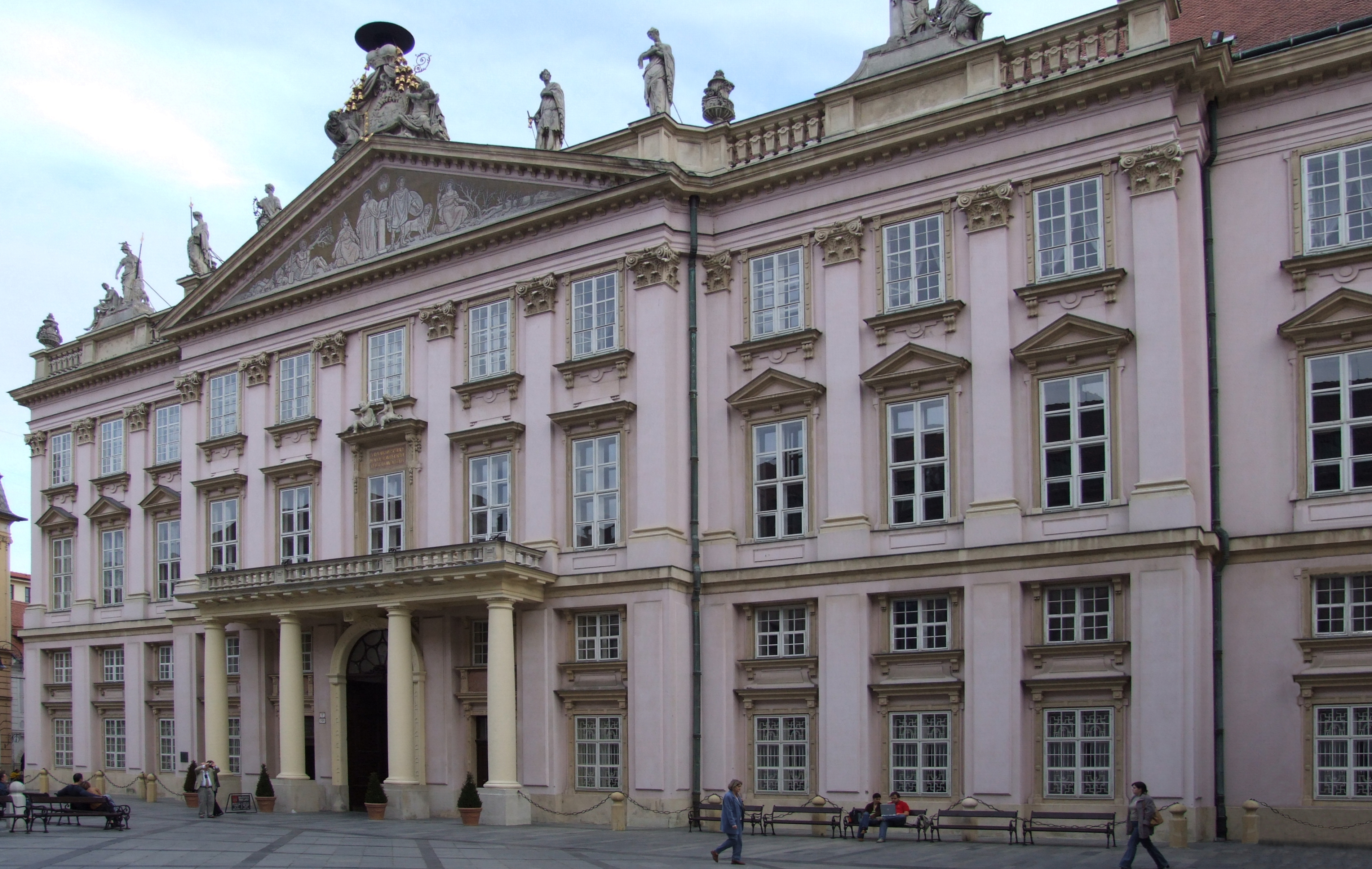
Het aartsbisschoppelijk paleis van Presburg

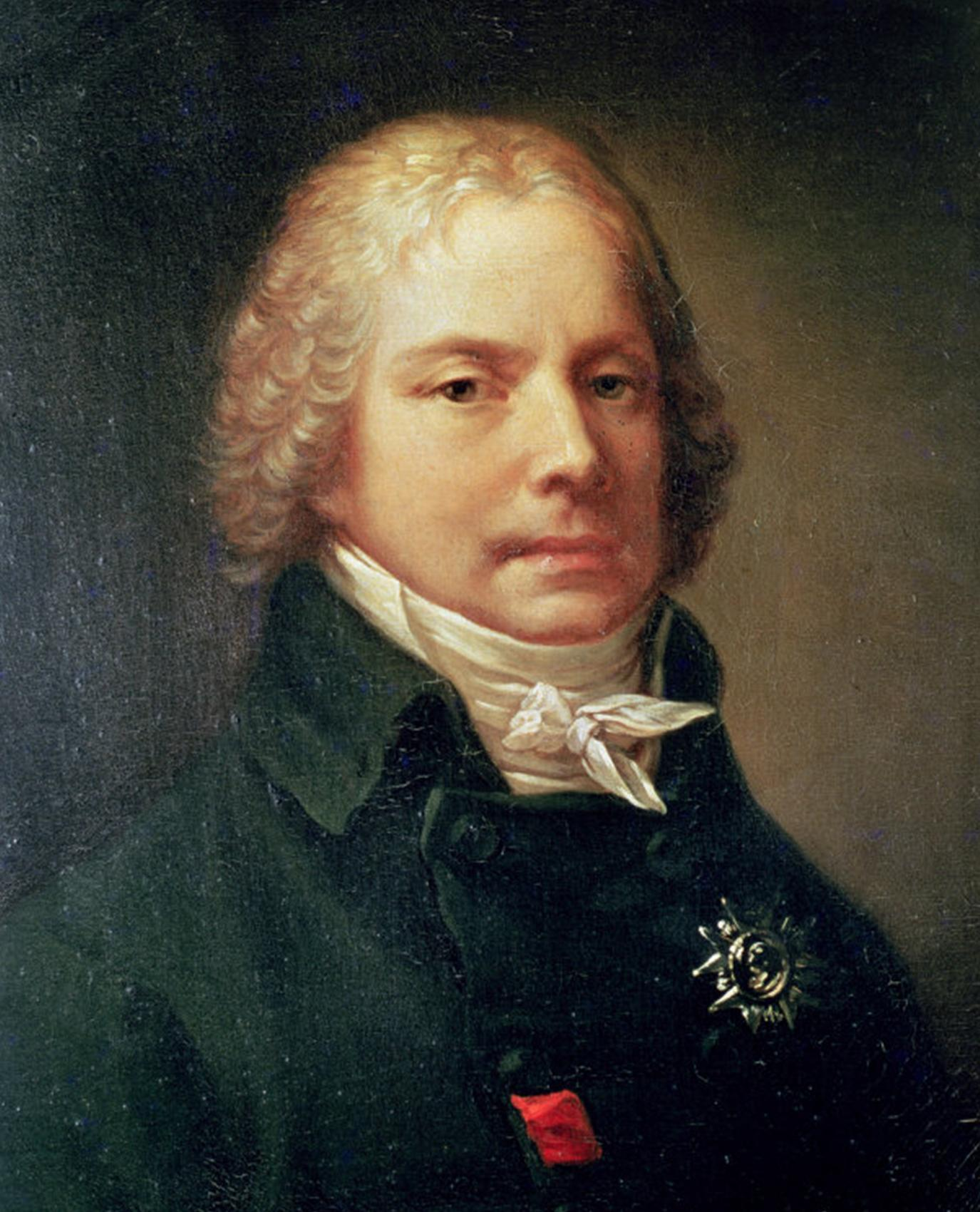
Talleyrand

De Vrede van Presburg werd gesloten in Presburg, (sinds 1919 Bratislava), tussen Oostenrijk onder keizer Frans Jozef Karel en het Frankrijk onder Napoleon Bonaparte, als beëindiging van de Derde Coalitieoorlog. Deze oorlog had Napoleon glansrijk gewonnen door op 2 december 1805 bij Austerlitz de verenigde Engels-Russisch-Oostenrijkse legers verpletterend te verslaan. Omdat het zo gauw geen nieuwe strijdkrachten uit de eigen binnenlanden kon aanvoeren, was Rusland zonder vredesakkoord uit de oorlog gestapt. Het murwe Oostenrijk daarentegen sloot met Frankrijk de vrede op 26 december 1805 in het aartsbisschoppelijk paleis van Presburg, ook wel het Primaatspaleis genoemd. Het verdrag werd ondertekend door Johan I Jozef van Liechtenstein en graaf Ignaas van Gyulay voor Oostenrijk en Charles-Maurice de Talleyrand, minister van Buitenlandse Zaken, voor Frankrijk. Het werd reeds de volgende dag door Napoleon op Paleis Schönbrunn geratificeerd.

## Bepalingen van het verdrag
- In artikel III erkende Oostenrijk de regelingen die Frankrijk had getroffen in het vorstendom Lucca en het vorstendom Piombino.
- In artikel IV deed Oostenrijk afstand van de voormalige republiek Venetië (dus met Istrië, Dalmatië en Cattaro).
- In artikel V erkende Oostenrijk het koninkrijk Italië.
- In artikel VII werd vastgelegd dat keurvorsten van Beieren en Württemberg de titel koning gingen voeren; zo ontstonden het koninkrijk Beieren en het koninkrijk Württemberg.
- In artikel VIII moest het huis Habsburg de volgende gebieden afstaan:
  - aan Beieren het markgraafschap Burgau met onderhorigheden, het vorstendom Eichstätt, het aandeel in het voormalige prinsbisdom Passau en het keurvorstendom Salzburg, het graafschap Tirol inclusief het vorstendom Brixen en het vorstendom Trente, de zeven heerlijkheden in Vorarlberg, het graafschap Hohenems, het graafschap Königsegg-Rothenfels, de heerlijkheid Tettnang met Argen en de stad en het gebied van Lindau.
  - aan Württemberg de vijf Donausteden (Ehingen, Munderkingen, Reidlingen, Mengen, Sulgau), het Boven- en Beneden-graafschap Hohenberg, het landgraafschap Nellenburg, de voogdij Altendorf met onderhorigheden en met uitzondering van de stad Konstanz, dat deel van het landgraafschap Breisgau dat een enclave is binnen Württemberg ten oosten van de lijn Schlegelberg-Molbach en de steden en gebieden Willingen en Brentingen.
  - aan Baden het landgraafschap Breisgau met uitzondering van de exclaves, de rijkslandvoogdij Ortenau, de stad Konstanz en de commanderij Mainau
- In artikel X werden het voormalige prinsaartsbisdom Salzburg en de voormalige proosdij Berchtesgaden bij Oostenrijk gevoegd.
- In artikel XI kwam het voormalige prinsbisdom Würzburg aan aartshertog Ferdinand van Toscane.
- In artikel XII kwamen de bezittingen van de Duitse Orde erfelijk aan Habsburg.
- In artikel XIII kwam de rijksstad Augsburg aan Beieren en het graafschap Bonndorf aan Württemberg
- In artikel XV deed de keizer afstand van zijn soevereiniteit over Beieren, Württemberg, Baden, de Beierse Kreits, de Frankische Kreits en de Zwabische Kreits.
- In artikel XVIII werd het vredesverdrag ook van toepassing verklaard voor de Helvetische Republiek en de Bataafse Republiek.

## Nawerkingen
De Vrede van Presburg bezegelde een van Oostenrijks bitterste nederlagen en leidde in 1806 tot het aftreden van Frans II als keizer van het Heilige Roomse Rijk, omdat die functie elke betekenis verloren had. Het betekende ook het einde van dat rijk. In navolging van Napoleon kroonde Frans zichzelf tot keizer van de Habsburgse erflanden. Zo ontstond het keizerrijk Oostenrijk, dat tot 1918 zou bestaan.
De afstand van Tirol aan Beieren veroorzaakte de boerenopstanden onder Andreas Hofer. De boeren hadden van Frans II namelijk een relatief vergaande autonomie maar vooral ook het recht op zelfverdediging verkregen en wilden daar geen afstand van doen toen de Beierse koning Maximiliaan I dit weigerde te erkennen.
De meeste verdragsclausulen werden in 1815 in het kader van het Congres van Wenen ongedaan gemaakt, vooral de bepalingen die betrekking hadden op Tirol en de Venetiaans-Adriatische gebieden. Salzburg bleef echter bij Oostenrijk.